# Permission d'aimer
Pour les articles homonymes, voir Permission.
Permission d'aimer (titre original : Cinderella Liberty) est un film américain réalisé par Mark Rydell, sorti en 1973.

## Synopsis
Un marin tombe amoureux d’une prostituée et devient un père de substitution pour son fils métis de 10 ans.

## Fiche technique
- Titre : Permission d'aimer
- Titre original: Cinderella Liberty
- Réalisation : Mark Rydell
- Scénario : Darryl Ponicsan d'après son roman
- Production : Mark Rydell
- Musique : John Williams
- Photographie : Vilmos Zsigmond
- Montage : Patrick Kennedy
- Pays d'origine : États-Unis
- Format : Couleurs - 2,35:1 - Mono
- Genre : Drame, romance
- Durée : 117 minutes
- Date de sortie : 1973

## Distribution
- James Caan : John Baggs Jr.
- Marsha Mason : Maggie Paul
- Kirk Calloway : Doug
- Eli Wallach : Lynn Forshay
- Burt Young : Maître d'armes
- Bruno Kirby : Alcott
- Allyn Ann McLerie : Mlle Watkins
- Dabney Coleman : Cadre dirigeant
- Allan Arbus : Marin soûl
- Ted D'Arms : Cuisinier
- Sally Kirkland : Fleet Chick
- David Proval : Marin
- Don Calfa : Lewis